# Premundial Sudamericano de Voleibol Femenino 2017
El Premundial Sudamericano de Voleibol Femenino 2017 fue el torneo de selecciones nacionales femeninas de voleibol que determinó a la segunda selección clasificada por parte de la Confederación Sudamericana de Voleibol (CSV) al Campeonato Mundial de Voleibol Femenino de 2018. Se llevó a cabo del 13 al 15 de octubre de 2017 en la ciudad de Arequipa, Perú, y fue organizado por la Federación Peruana de Voleibol (FPV) bajo la supervisión de la CSV.
La selección ganadora de Premundial obtuvo el cupo mundialista y se unió a Brasil que ya había conseguido su clasificación al ganar el Campeonato Sudamericano de Voleibol Femenino de 2017. Ambas selecciones serán los representantes sudamericanos en el Campeonato Mundial de Voleibol Femenino de 2018 que se realizará en Japón.

## Organización

### País anfitrión y ciudad sede
| ArequipaArequipa, ciudad sede del Premundial Sudamericano de Voleibol Femenino 2017. | Arequipa                     |
| ------------------------------------------------------------------------------------ | ---------------------------- |
| ArequipaArequipa, ciudad sede del Premundial Sudamericano de Voleibol Femenino 2017. | Coliseo Arequipa             |
| ArequipaArequipa, ciudad sede del Premundial Sudamericano de Voleibol Femenino 2017. | Capacidad: 8000 espectadores |
| ArequipaArequipa, ciudad sede del Premundial Sudamericano de Voleibol Femenino 2017. |                              |

En noviembre de 2016 la Confederación Sudamericana de Voleibol dio a conocer en su calendario de competencias para el año 2017 que el Perú sería el país anfitrión del Premundial. Posteriormente, en abril de 2017, la Federación Peruana de Voleibol confirmó a Arequipa como la ciudad sede.
Arequipa acoge por segunda vez este torneo tras la realización del Premundial Sudamericano de Voleibol Femenino de 1997. En aquella oportunidad Arequipa recibió la segunda parte del certamen mientras que la primera parte se realizó en la ciudad de Buenos Aires, Argentina.

#### Recinto
Tal como ocurrió en el premundial de 1997, el Coliseo Arequipa será el recinto en donde se desarrollen los partidos.[cita requerida]

## Equipos participantes
La Confederación Sudamericana de Voleibol determinó que los equipos participantes en el premundial sean la selección del país que alberga este torneo y las tres mejores selecciones que quedaron por detrás del campeón en el Campeonato Sudamericano de Voleibol Femenino de 2017. La tabla de posiciones del campeonato sudamericano, que se disputó del 15 a 19 de agosto de 2017, quedó definido de la siguiente manera:
| Pos. | Equipo     | PJ | PG | PP |
| ---- | ---------- | -- | -- | -- |
| 1    | Brasil (C) | 5  | 5  | 0  |
| 2    | Argentina  | 5  | 2  | 3  |
| 3    | Perú       | 5  | 3  | 2  |
| 4    | Colombia   | 5  | 4  | 1  |
| 5    | Venezuela  | 5  | 1  | 4  |
| 6    | Chile      | 5  | 0  | 5  |

     – Clasificados al Campeonato Mundial de Voleibol Femenino de 2018.
     – Clasificado al Premundial como país anfitrión.
     – Clasificados al Premundial.
Posteriormente Venezuela decidió desistir de su participación en el Premundial por lo que se tenía previsto que fuera Chile, último equipo en el campeonato sudamericano, la selección que reemplace a Venezuela, pero el equipo chileno también optó por no participar. Finalmente la CSV decidió invitar a Uruguay para completar los cuatro equipos participantes.
Referencialmente se indica entre paréntesis las posiciones de las selecciones en el ranking FIVB vigente al momento del inicio del torneo.
- Argentina (11)
- Perú (26) (Anfitrión)
- Colombia (28)
- Uruguay (115)

## Resultados
- Las horas indicadas corresponden al huso horario local de Perú: UTC-5.
- Sede: Coliseo Arequipa.

### Grupo único
– Clasificado al Campeonato Mundial de Voleibol Femenino de 2018.
|      |           | Partidos | Partidos | Partidos |      | Sets | Sets | Sets  | Puntos | Puntos | Puntos |
| Pos. | Equipo    | PJ       | PG       | PP       | Pts. | SG   | SP   | Ratio | PG     | PP     | Ratio  |
| ---- | --------- | -------- | -------- | -------- | ---- | ---- | ---- | ----- | ------ | ------ | ------ |
| 1    | Argentina | 3        | 3        | 0        | 9    | 9    | 1    | 9.000 | 243    | 180    | 1.350  |
| 2    | Colombia  | 3        | 2        | 1        | 6    | 6    | 3    | 2.000 | 209    | 170    | 1.229  |
| 3    | Perú      | 3        | 1        | 2        | 3    | 3    | 6    | 0.500 | 222    | 220    | 1.009  |
| 4    | Uruguay   | 3        | 0        | 3        | 0    | 0    | 9    | 0.000 | 120    | 225    | 0.533  |

| Fecha         | Hora  | Equipo 1  | Res.  | Equipo 2  | Set 1 | Set 2 | Set 3 | Set 4 | Set 5 | Total   | Reporte |
| ------------- | ----- | --------- | ----- | --------- | ----- | ----- | ----- | ----- | ----- | ------- | ------- |
| 13 de octubre | 17:00 | Argentina | 3 – 0 | Colombia  | 25-21 | 25-19 | 25-19 |       |       | 75 – 59 | Reporte |
| 13 de octubre | 19:00 | Perú      | 3 – 0 | Uruguay   | 25-14 | 25-23 | 25-15 |       |       | 75 – 52 | Reporte |
| 14 de octubre | 17:00 | Argentina | 3 – 0 | Uruguay   | 25-12 | 25-14 | 25-11 |       |       | 75 – 37 | Reporte |
| 14 de octubre | 19:00 | Perú      | 0 – 3 | Colombia  | 23-25 | 21-25 | 20-25 |       |       | 64 – 75 | Reporte |
| 15 de octubre | 16:00 | Colombia  | 3 – 0 | Uruguay   | 25-10 | 25-10 | 25-11 |       |       | 75 – 31 | Reporte |
| 15 de octubre | 18:00 | Perú      | 1 – 3 | Argentina | 22-25 | 20-25 | 25-18 | 16-25 |       | 83 – 93 | Reporte |

## Posiciones finales
| Pos | Equipo    |
| --- | --------- |
|     | Argentina |
|     | Colombia  |
|     | Perú      |
| 4   | Uruguay   |

## Clasificado al Campeonato Mundial de voleibol femenino de 2018
| Bandera de Argentina |
| Argentina            |
| -------------------- |